# Afton, Iowa
Afton là một thành phố thuộc quận Union, tiểu bang Iowa, Hoa Kỳ. Năm 2010, dân số của thành phố này là 845 người.

## Dân số
Dân số qua các năm:
- Năm 2000: 917 người.
- Năm 2010: 845 người.